# Castillo de Montsoriu
El castillo de Montsoriu está situado entre las poblaciones españolas de Arbucias, Breda y San Felíu de Buxalleu, en la provincia de Gerona. Se encuentra ubicado sobre una colina de 650 metros de altitud, dentro del parque natural del Montseny.

## Historia
Su primera fecha documentada es del año 1002 en la donación de tierras al monasterio de San Cugat del Vallés. En el año 1033 se produce el casamiento de Ermessenda de Montsoriu con Guerau de Cabrera, fundadores del monasterio de San Salvador de Breda, centro del vizcondado de Cabrera-Gerona, nombrándose en una donación del año 1053 el castillo de Soriu y cambiando definitivamente el título de vizconde de Gerona por el de Cabrera a partir de Guerau III Ponç (1145-1180). Estando relacionado con la conquista de Mallorca el vizconde Guerau V de Cabrera a las órdenes del rey Jaime I. El cronista real Bernat Desclot, en el año 1285 se refiere sobre el castillo en estos términos:

E en Vallès se tenia lo castell de Montsoriu, qui és un dels bells e dels nobles del món.

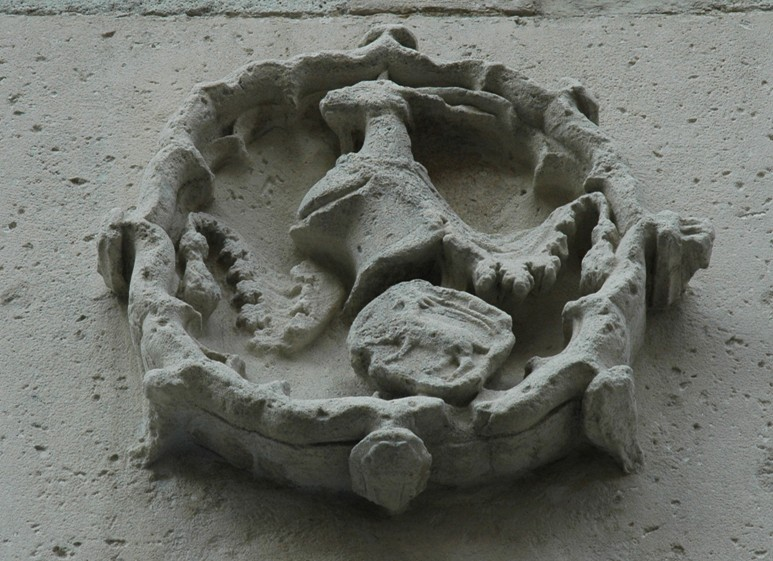
Escudo de los vizcondes de Cabrera en la fuente gótica de Blanes

Fue residencia de los vizcondes de Cabrera, viviendo épocas de gran esplendor cuando dichos señores poseían grandes extensiones de tierras y castillos, que iban aumentando por su fidelidad con los reyes, Pedro IV el Ceremonioso, en 1356, creó para ellos el nuevo condado de Osona. Acusado por la reina Leonor de Sicilia, Bernat II, fue decapitado en Zaragoza en 1364, su hijo Bernat III se levantó en armas contra Pedro IV, la lucha duró hasta la muerte del vizconde y fue su hijo Bernat IV de Cabrera, quien firmó un acuerdo con Pedro IV en 1372 y más tarde otro segundo en 1381, consiguiendo recuperar las posesiones de la familia.
A partir del siglo XV, entra en decadencia por el traslado de residencia de la familia al castillo de Blanes y sobre todo por los estragos de la guerra de los Remensas durante los años 1462/1472.
Por consejo del rey Fernando el Católico, la vizcondesa Ana de Cabrera se casa en 1480 con el primo del rey, Fadrique Enríquez y que por no haber tenido descendencia pasa el vizcondado al sobrino de su marido Luis Enríquez en 1515.
Entre los años 1566/1574, por las grandes deudas acumuladas por los Cabrera se ven obligados a la venta a Francesc de Montcada, conde de Aitana, pasando a distintas familias hasta que en 1757 es de los duques de Medinaceli. Fue ocupado por las tropas francesas durante la Guerra de la Independencia en los años 1808/1814 y más tarde también lo ocupan los militares en la primera guerra carlista (1833/1840).
A partir de 1998 es propiedad del Consejo Comarcal de la Selva.

## Edificio

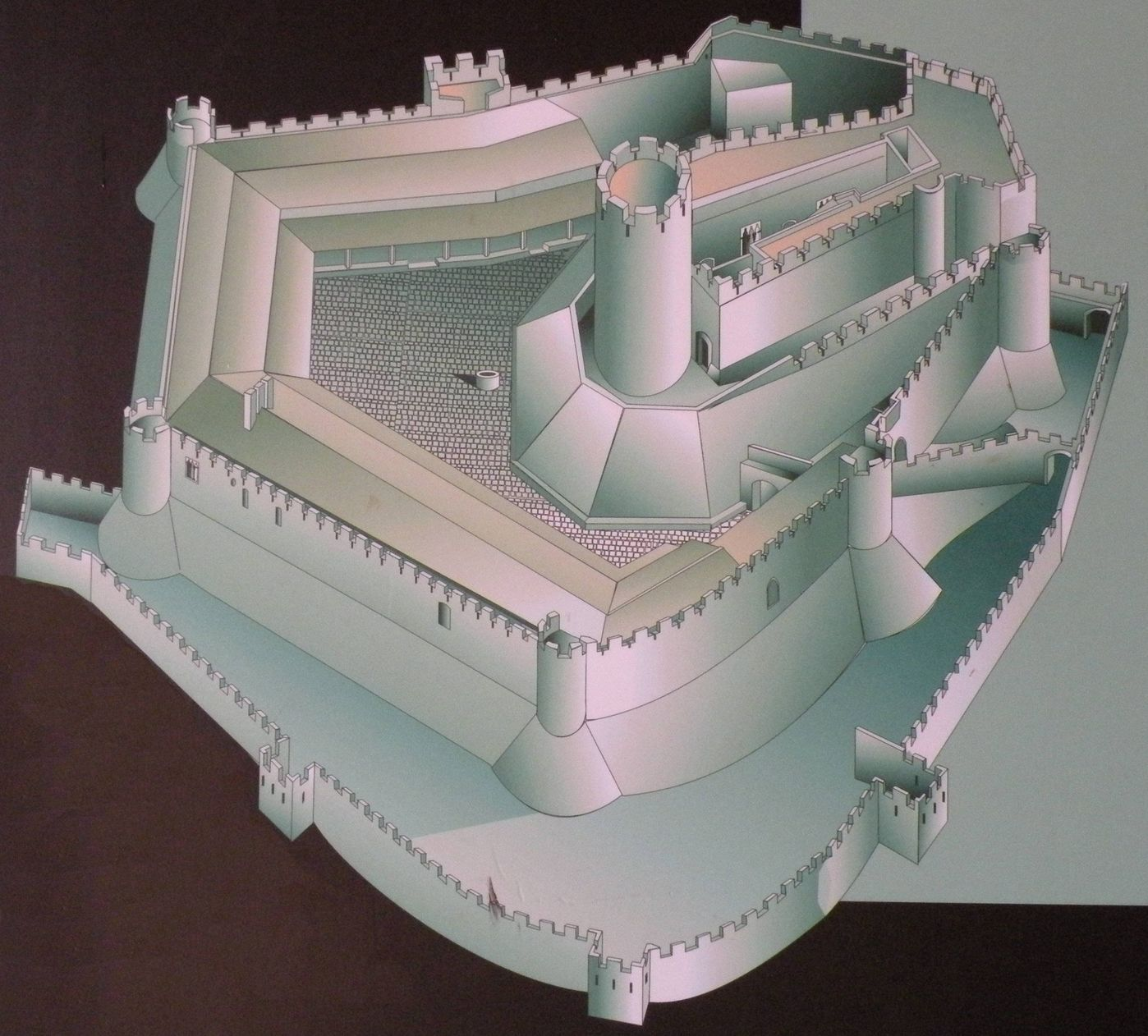
Esquema del castillo de Montsoriu, fotografía del esquema presente en la exposición de la sala del comedor del castillo

Formado por tres recintos rodeados por murallas, la parte más antigua conservada es la torre del homenaje de la segunda mitad del siglo X, en el primer recinto en la parte norte se encuentra el acceso principal con una torre lateral y una pequeña capilla prerrománica con un ábside y restos de haber tenido pinturas murales, se sabe que estaba bajo la advocación de San Pedro.
Alrededor del año 1240 tuvieron lugar unas gravísimas inundaciones en la Cataluña Central. Resultaron unas tormentas de tal magnitud que el vizconde Guerau creyó que aquel aguacero conseguiría lo que no habían logrado los diferentes asaltos a los que el castillo se había tenido que enfrentar. Un rayo alcanzó la torre más alta de la fortaleza partiéndola por la mitad. El agua había atravesado la muralla exterior y había penetrado en el tercer recinto y en el segundo, donde hacían vida Guerau, vizconde de Cabera y su mujer Ramona de Montcada, juntos con sus hijos y las personas de servicio. Fue en aquellos momentos de desesperación extrema cuando Guerau suplicó a la Mare de déu de Montserrat por su salvación y la de su familia. El monje redactor de los Anales de Montserrat explica:
"el vizconde Guerau hizo una promesa a Nuestra Señora si lo liberaba de la terrible tormenta, que derrumbó torres y casas del castillo, y mató personas y bestias. Al instante de haber hecho la promesa la lluvia cesó". Fuente: Montserrat. La montaña de los prodigios. J.Castellar-Gassol. Ediciones de 1984
En el siglo XIII, se hicieron grandes ampliaciones, construyéndose un nuevo recinto soberano con una sala, la llamada sala gótica edificada enfrente la entrada principal y cubierta con una bóveda de cañón apuntada, un patio de armas con una torre cuadrada y un foso con un nuevo amurallamiento con dos torres cilíndricas angulares.
Se construyó una nueva capilla adosada a la muralla, datada de finales del siglo XII o principios del siglo XIII, era de planta rectangular de l0 metros de largo por 3,5 de ancho, con dos pequeñas ventanas con una pequeña capilla lateral al muro oeste y con cubierta a dos aguas, la puerta de acceso conserva parte de los escalones de entrada, así como en un muro interior se pueden ver restos de esgrafiados de una figura humana y tres cruces.
Fue en el siglo XIV, cuando los Cabrera, ya muy poderosos en esta época, hicieron las reformas para transformarlo en castillo-palacio, en el recinto soberano se construyeron dependencias como el comedor y la cocina, se hicieron pavimentos nuevos y depósitos para recoger agua, de este siglo es la nueva puerta en la torre del homenaje, una nueva sala sobre la ya existente sala góticade 100 metros cuadrados, donde se aprecian los restos de una chimenea y dos ventanales góticos y las nuevas murallas que pasaron de un grueso de 70 cm a 120/150 cm, construyendo pasos de ronda a todo su largo.

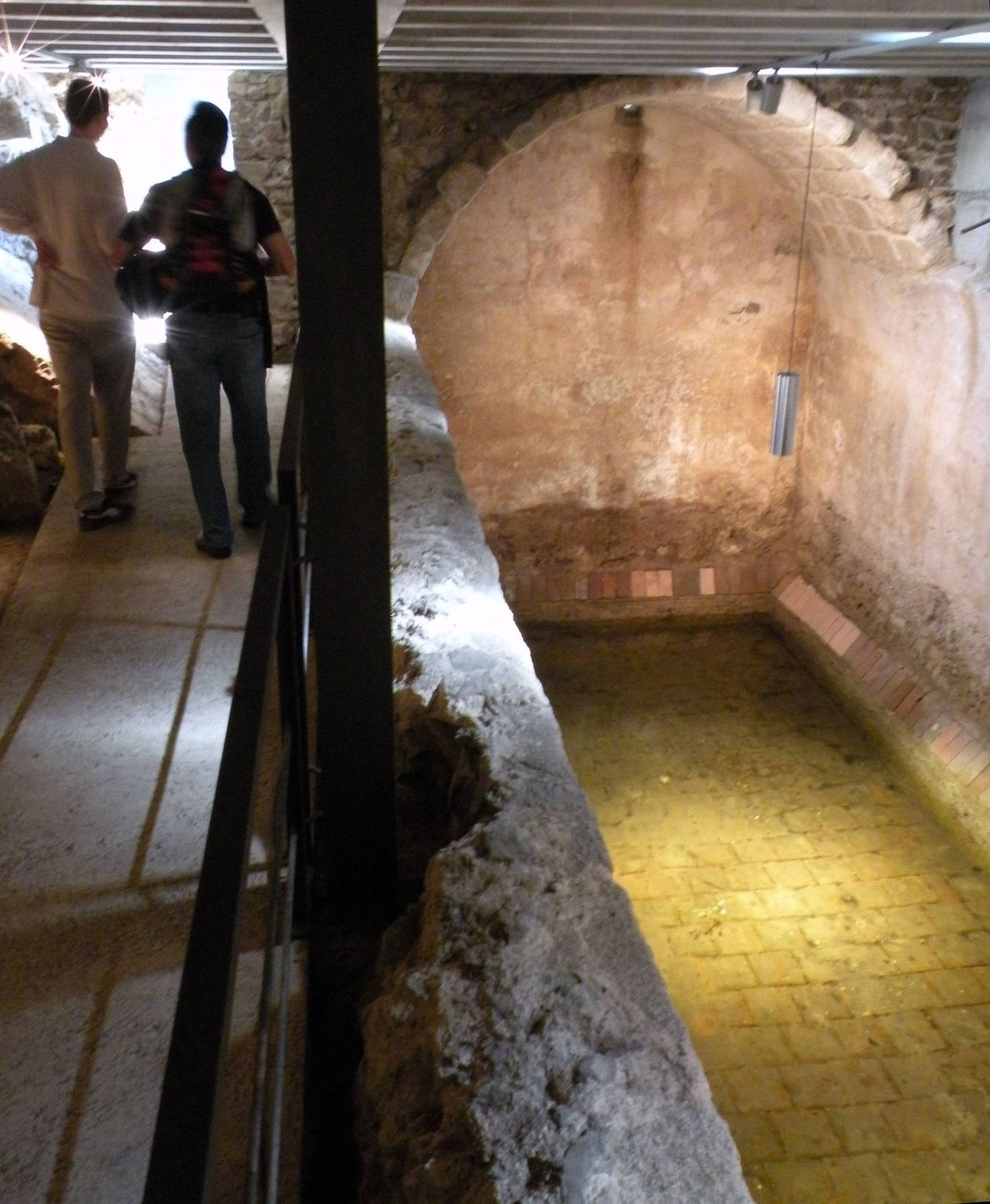
El aljibe de debajo del patio de armas

En el patio de armas y segundo recinto de forma trapezoidal se convirtió en el lugar residencial, alrededor del patio de armas se distribuyen las dependencias adosadas a las murallas y en su parte frontal daban al patio que fue semi cubierto por unos porches haciendo de galería en todo su perímetro, en el centro se dispuso un gran aljibe de 12 metros de largo por 4,5 de ancho y 5 de profundidad, con una completa red de canales para cubrir las necesidades del abastecimiento del agua y se enlosó todo con mármol de Gualba. Se construyó un gran comedor con ventanales y chimenea.
La capilla del siglo XIII se anuló y se pasó a otra dependencia, también de planta
rectangular de aproximadamente 10 metros de longitud por 8 de anchura, con [[presbiterio
(arquitectura)|presbiterio]]
y campanario de espadaña, con una ventana gótica conocida como el mirador de la condesa su acceso era directo desde el patio.
Por último en este siglo se realizó un nuevo espacio, el recinto jussà con una torre cuadrada al lado de su entrada, dedicado a la protección y defensa.

## Restauración
Gracias al esfuerzo de la Asociación de Amigos del Castillo, fundada en el año 1993, se creó un patronato para su conservación y restauración, presidido por el Consejo Comarcal de la Selva y con participación de la Generalidad de Cataluña, Diputación de Gerona y ayuntamientos de Arbucias, Breda, Riells y San Felíu de Buxalleu. Bajo la dirección técnica del Museo Etnológico del Montseny La Gabella, de Arbucias se están llevado a cabo la realización de trabajos arqueológicos, con resultados excelentes.

## Leyendas
- Cuentan que cada año por la noche de San Juan, a la medianoche, una dama desnuda aparece arriba de la torre del castillo de Montsoriu con una antorcha encendida en la mano izquierda y en la otra con un cuerno de caza que al sonido del mismo, aparece un caballero con un caballo negro, monta a la Dama Roja en su grupa y desaparecen en la negrura de la noche.
- Quien quiera ganar una fortuna, cada año en la noche de la San Juan, cuando empiezan a tocar las campanas de la población cercana de Breda a la medianoche, se abre una puerta del castillo de Montsoriu, se ha de entrar a la primera campanada y tratar de llenar un saco de trigo, saliendo antes de la última campanada de las doce, con el saco lleno y sin mirar su contenido ha de correr hasta pasar el riachuelo, si lo hace así el trigo se convertirá en oro, pero si la curiosidad le hace mirar antes se convertirá la carga del saco en arena. Por otro lado, si no ha podido salir del castillo habrá de esperarse hasta la medianoche de San Juan del año siguiente.
- Hay una roca cerca del castillo con la marca de una pisada, que según cuentan, se debe a Doña Guilleuma. Hace muchos años esta dama, gran pecadora, fue condenada a vivir en las ruinas del castillo de Montsoriu como ánima en pena, causando grandes tempestades y grandes chillerías terroríficas cada anochecer, haciendo perder las cosechas de todos los campos cercanos. Los habitantes de los alrededores para resolver sus desgracias acudieron al obispo, el cual conjuró a los malos espíritus con agua bendita y dio un término a Guilleuma para que se precipitara en las profundidades del Gorg Negre de Gualba. Fue el impulso para lanzarse a la profundidad del precipicio, que hizo que quedara la huella del pie marcada en la roca.